# Dolce Gusto

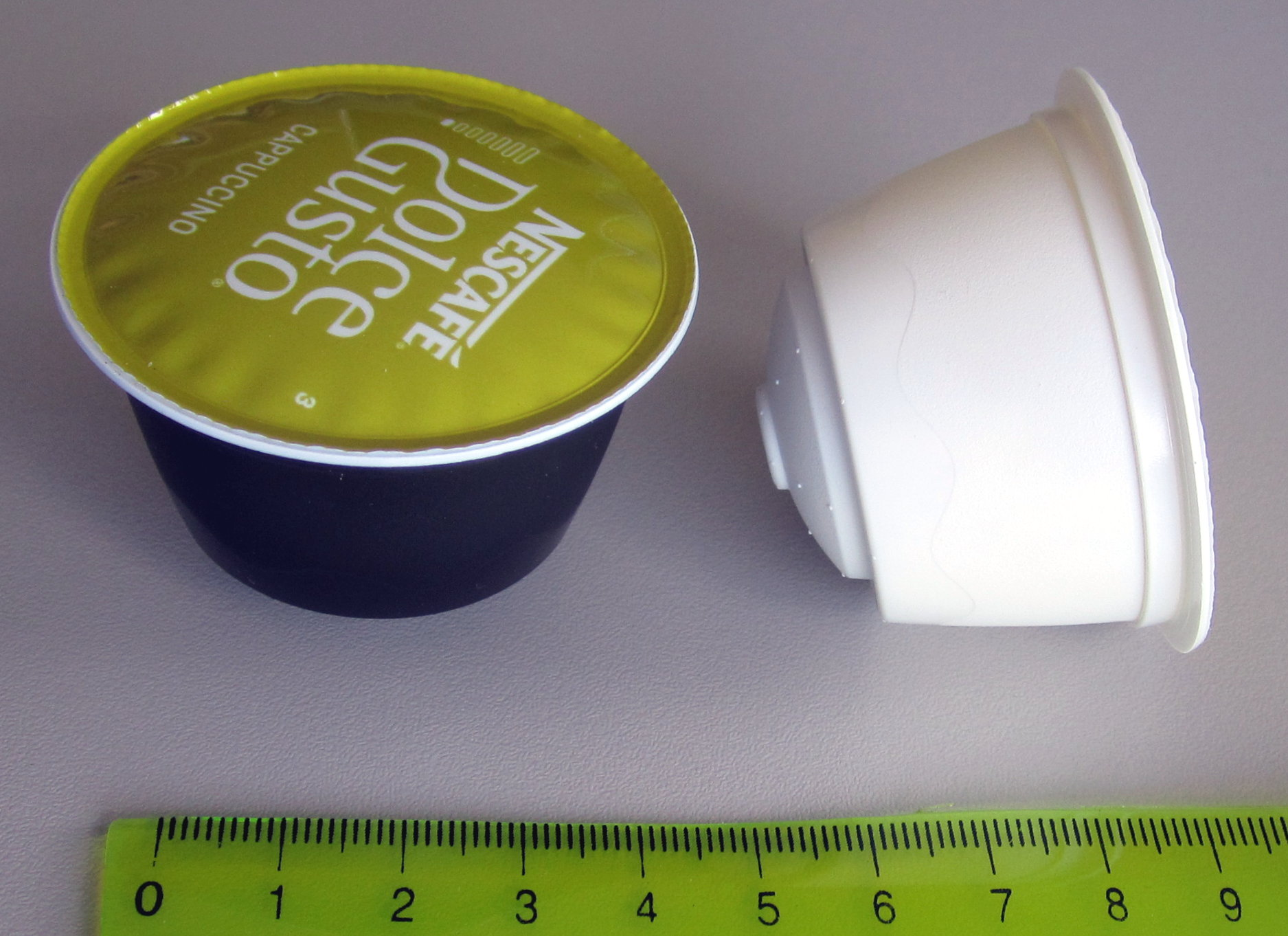
Dolce Gusto Kapseln für Cappuccino: Kaffee und Milch

Die Nescafé Dolce Gusto ist eine 2005 eingeführte Portionskaffeemaschine von Nestlé. Die zum Teil baugleichen Geräte werden von den Herstellern Krups und De’Longhi unter den Markennamen Dolce Gusto vertrieben.

## Geräte

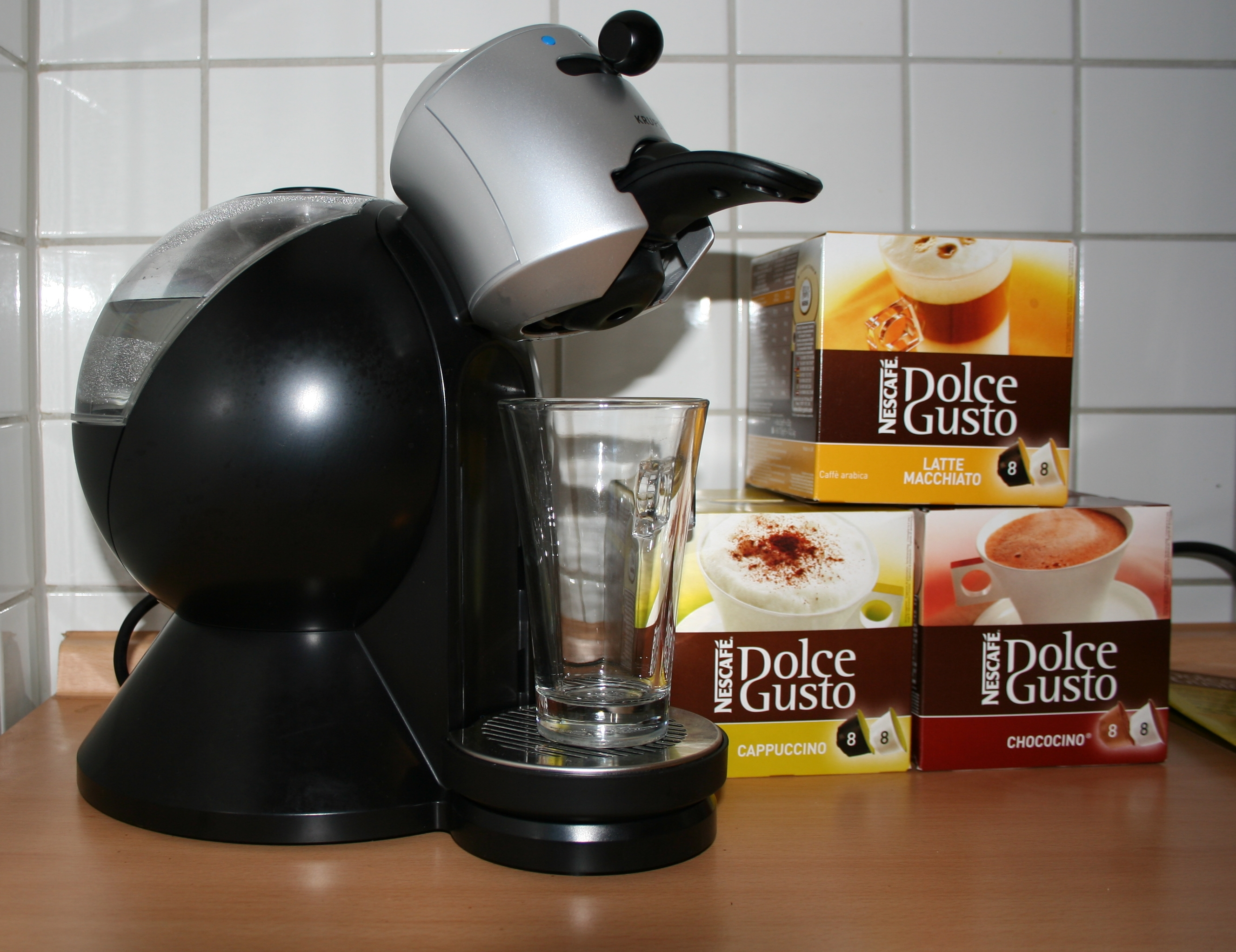
Dolce Gusto Kaffeeautomat (Erste Baureihe KP20xx)

Die erste Baureihe von 2006 bestand aus den Modellen KP2000 (Schwarz/Silber), KP2006 (Schwarz/Silber/Rot) und der KP2002 (Schwarz/Silber/Weiß). Als weitere Ausführung kam später noch eine Ausgabe hinzu, bei der auch der Tankbereich silbern ist (bei der KP2002 ist der Tankbereich schwarz).
Allen gemein ist der Druck von 14 Bar.
Ende 2008 wurde die neue Baureihe eingeführt, die einige Neuheiten brachte.
Dazu gehören:
- 15 Bar Druck (statt bisher 14)
- stromsparende Abschaltautomatik (nach 5 Min.)
- teilweise verchromte Teile
- breitere Tropfauffangschale
- magnetischer Kapselhalter

Darüber hinaus werden die KP21xx-(Melody2-)Modelle in deutlich mehr Farben angeboten. Zu Beginn existierten die beiden Baureihen noch kurzfristig nebeneinander weiter.
Mitte 2009 wurden die KP21xx/Melody2 Maschinen um die Circolo-Baureihe ergänzt. Diese, wie der Name andeutet, rundliche Bauweise entspricht technisch den Melody2-Geräten, hat aber eine zusätzliche LED-Beleuchtung für den Tassenbereich.
Im September 2010 wurden die bisherigen zwei Baureihen um drei weitere ergänzt. Die Piccolo (KP10xx) ist technisch auf dem Stand der Melody2-Maschinen und soll Kunden mit geringem Platzangebot ansprechen. Die Fontana (KP30xx) ist vom Design her an einen Wasserhahn angelehnt und technisch wiederum den Melody2-Geräten entsprechend. Die Creativa entspricht optisch den Melody2-Maschinen, verfügt aber zusätzlich über ein LC-Display. Über dieses lässt sich die Maschine programmieren und so beispielsweise automatisch einschalten. Darüber hinaus kann man nun auch Ausflussmengen programmieren, um unabhängig von den verwendeten Tassen immer die gleiche Wassermenge zu benutzen und dadurch auch immer denselben Geschmack zu erhalten. Die bereits erhältlichen Kapselsorten sind hierbei vorprogrammiert, lassen sich aber ebenfalls abändern.
Die Geräte arbeiten, je nach Baureihe, mit 14 oder 15 bar Druck, der mit einer Schwingankerpumpe erzeugt wird.
| Bezeichnung            | Hersteller        | Autostop Funktion | XL Cup (300ml) | Wassertank Volumen | opt. anderer Wassertank | inkl. Kapsel-Abfallbehälter | Auffangwanne aus Edelstahl | Größe (B/H/T) in cm | Gewicht in kg |
| ---------------------- | ----------------- | ----------------- | -------------- | ------------------ | ----------------------- | --------------------------- | -------------------------- | ------------------- | ------------- |
| Circolo - Automatik    | Krups & De’Longhi | ✓                 | ✗              | 1,3l               | ✗                       | ✓                           | ✓                          | 31,6/31,2/19,6      | ~3,7          |
| Circolo - Manuell      | Krups & De’Longhi | ✗                 |                | 1,3l               | ✗                       | ✓                           | ✓                          | 31,6/31,2/19,6      | ~3,7          |
| Colors                 | De’Longhi         | ✓                 | ✓              | 1,0l               | ✗                       | ✗                           | ✗                          | 18/37/21            | ~2,5          |
| Drop                   | De’Longhi         | ✓                 | ✗              | 0,8l               | ✗                       | ✓                           | ✗                          | 25/32/25            | ~2,4          |
| Eclipse                | De’Longhi         | ✓                 | ✓              | 1,0l               | ✗                       | ✓                           | ✗                          | 27,4/34,6/33,2      | ~3,7          |
| Esperta                | Krups & De’Longhi | ✓                 | ✓              | 1,4l               | ✗                       | ✗                           | ✗                          | 21,4/36,4/26,6      | ~2,7          |
| Genio II               | Krups & De’Longhi | ✓                 | ✓              | 1,0l               | ✓                       | ✓                           | ✓                          | 16,5/29,6/25,7      | ~2,7          |
| Infinissima            | Krups & De’Longhi | ✗                 |                | 1,2l               | ✗                       | ✗                           | ✗                          | 15/37/28            | ~2,6          |
| Jovia                  | De’Longhi         | ✗                 |                | 0,8l               | ✗                       | ✗                           | ✗                          | 16,4/29,9/23,1      | ~2,5          |
| Lumio                  | Krups             | ✓                 | ✓              | 1,0l               | ✗                       | ✗                           | ✗                          | 18/37/22            | ~2,5          |
| Melody III - Automatik | Krups & De’Longhi | ✓                 | ✗              | 1,3l               | ✗                       | ✓                           | ✓                          | 20/30,5/31,5        | ~3,0          |
| Melody III - Manuell   | Krups & De’Longhi | ✗                 |                | 1,3l               | ✗                       | ✓                           | ✓                          | 20/30,5/31,5        | ~3,0          |
| Mini Me                | Krups & De’Longhi | ✓                 | ✗              | 0,8l               | ✗                       | ✗                           | ✗                          | 16/30,5/24          | ~2,5          |
| Movenza                | Krups             | ✓                 | ✓              | 1,0l               | ✗                       | ✓                           | ✗                          | 17,8/18,8/38,8      | ~3,0          |
| Oblo                   | Krups             | ✗                 |                | 0,8l               | ✗                       | ✗                           | ✗                          | 16,4/29,9/23,1      | ~2,5          |
| Piccolo                | Krups & De’Longhi | ✗                 |                | 0,6l               | ✓                       | ✗                           | ✗                          | 15,9/28,7/22,0      | ~2,4          |
| Stelia                 | Krups             | ✓                 | ✗              | 1,0l               | ✗                       | ✓                           | ✗                          | 17/30/32            | ~2,4          |

## Kapseln

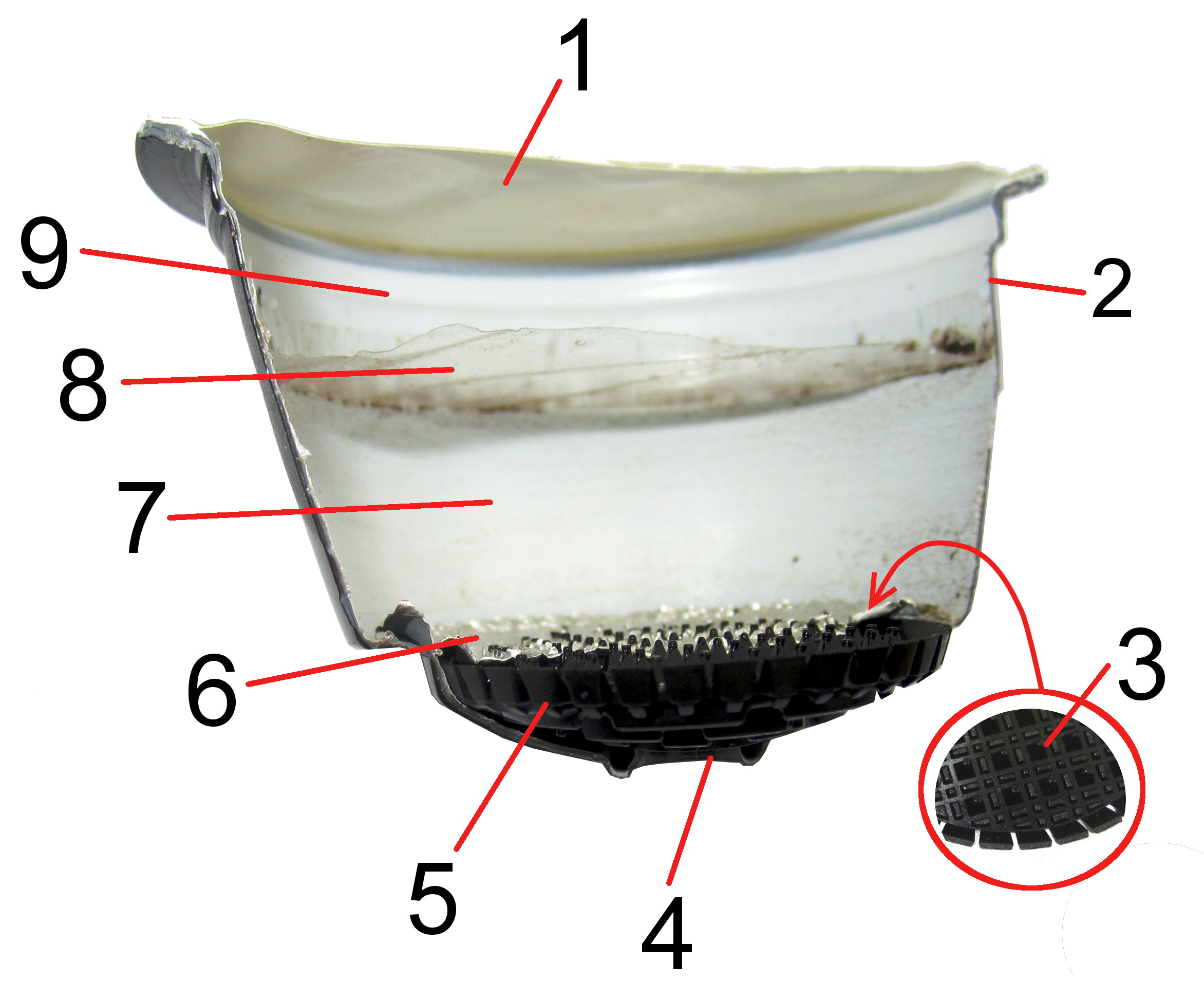
Innenleben einer Dolce Gusto Kapsel

Die seit Anfang der 1990er Jahre entwickelten Dolce Gusto Kapseln bestehen aus einem fünfteiligen Kunststoff/Aluminiumverbund:
Die Kapselhülse (2) aus einem tiefgezogenen zweilagigen Kunststoff-Folienlaminat besitzt unten eine Ablauföffnung (4), durch die das fertige Getränk direkt ohne Kontakt zur Maschine in die Tasse läuft. Oberhalb der Ablauföffnung befindet sich in der Kapsel ein eingelegter Filterboden (5), dessen Unterseite als Labyrinth gestaltet ist und damit die Ausbildung der Crema unterstützt bzw. bei Milchpulver als eine Art statischer Mischer dient. Auf der Oberseite des Filterbodens sind Dorne (3) angebracht, die beim Unterdrucksetzen der Kapsel einen über den Dornen liegenden, sich ausdehnenden Boden aus Aluminiumfolie (6) perforieren, so dass Flüssigkeit mit gelösten Bestandteilen passieren kann. In der aus der Aluminiumfolie und einem weiteren, von außen nicht sichtbaren perforierten Kunststoff-Trennfilm (8) gebildeten Kammer (7) befindet sich das eigentliche Zubereitungspulver (z. B. Kaffeemehl oder Milchpulver). Eine weitere Kammer (9) zwischen Trennfilm und dem außen sichtbaren bedruckten oberen Filmdeckel (1) der Kapsel wird benutzt, um verschiedene Portionsvolumen des Zubereitungspulvers bei unveränderten Außenabmessungen der Kapsel auszugleichen. Gleichzeitig hält der Kunststoff-Trennfilm Zubereitungspulver auch nach der Benutzung in der Kapsel zurück. Der obere sichtbare Filmdeckel wird von der Maschine mit einem hohlen Dorn perforiert, durch den das heiße Wasser bei der Zubereitung in die Kapsel gedrückt wird.
Über die Anzahl der Dorne auf dem Filterboden lässt sich auch der Druck bzw. die Fließgeschwindigkeit des Wassers einstellen – bei der Cappuccino-Kapsel sind es z. B. knapp 70 Dorne, beim zugehörigen Milchpulver nur 44 – bei der Milchpulverkapsel fehlt auch der perforierte Trennfilm.
Eine leere Kapsel wiegt rund 3,4 g.

### Alternative Kapseln
Seit Juni 2016 sind passende Kapseln des Schweizerischen Herstellers Delica unter dem Markennamen Café Royal im Handel erhältlich. Der Preis liegt knapp unter dem der Originalkapseln. Ebenso sind kompatible Kapseln der italienischen Marke Gimoka erhältlich, im September 2016 waren 12 verschiedene Sorten zu ca. 60 % des Standardpreises der Originalkapseln verfügbar.
Seit Oktober 2016 gibt es eine weitere Möglichkeit alternative Kapseln zu nutzen. Mit Hilfe eines Kapsel-Adapters ist es möglich, sämtliche Kapselmarken des K-fee Systems (u. a. EXPRESSI von Aldi Süd, Tealounge System von Teekanne, Verismo von Starbucks) in Dolce Gusto Maschinen zu verwenden.
Ende 2018 folgte Jacobs mit einer Produktlinie, Ende 2019 Starbucks. Statt 16 Kapseln befinden sich nur 14 bzw. 12 Kapseln in jeder Packung. Ferner gibt es Kapseln als Eigenmarken.

## Andere Nestlé-Systeme
Ein weiteres Kapselsystem von Nescafé ist Nespresso. Während Dolce Gusto als Universal-Maschine für Coffeeshop-Getränke wie Cappuccino, Latte macchiato oder Vanilla Latte, aber auch Tee und Kakao, positioniert ist, ist Nespresso für italienische Espressi gedacht.

## Kritik
Siehe auch: Kritik an Portionskaffeemaschinen
In der Kritik stehen die Kaffeepad- und Kaffeekapselsysteme unter anderem aufgrund des sogenannten Lock-in. Das bedeutet, dass die Anschaffungskosten für die jeweiligen Kaffeemaschinen niedrig sind, die Folgekosten für die Kaffeepads bzw. Kapseln dafür – zum Teil um ein Mehrfaches – über dem von herkömmlichem Kaffee liegen.
Die Kapselsysteme sind derzeit nicht untereinander kompatibel, für jedes System sind verschiedene Kaffeekapseln erforderlich.
Die anfallende Menge an Müll, der durch die Verbundverpackung der Kaffeekapseln anfällt, ist gegenüber Pad-Systemen und klassischem Filterkaffee hoch und belastet die Umwelt.